# Боровик сетчатый
Борови́к се́тчатый (лат. Boletus reticulatus) — гриб рода Боровик (Boletus) семейства Болетовые (Boletaceae). Иногда считается разновидностью белого гриба.

Гриб съедобен, употребляется и ценится так же, как белый гриб. 
Научные синонимы:
- Boletus edulis f. reticulatus (Schaeff.) Vassilkov, 1966
- Boletus edulis subsp. reticulatus (Schaeff.) Konrad & Maubl., 1926
- Boletus aestivalis

Русские синонимы:
- Белый гриб сетчатый

## Описание

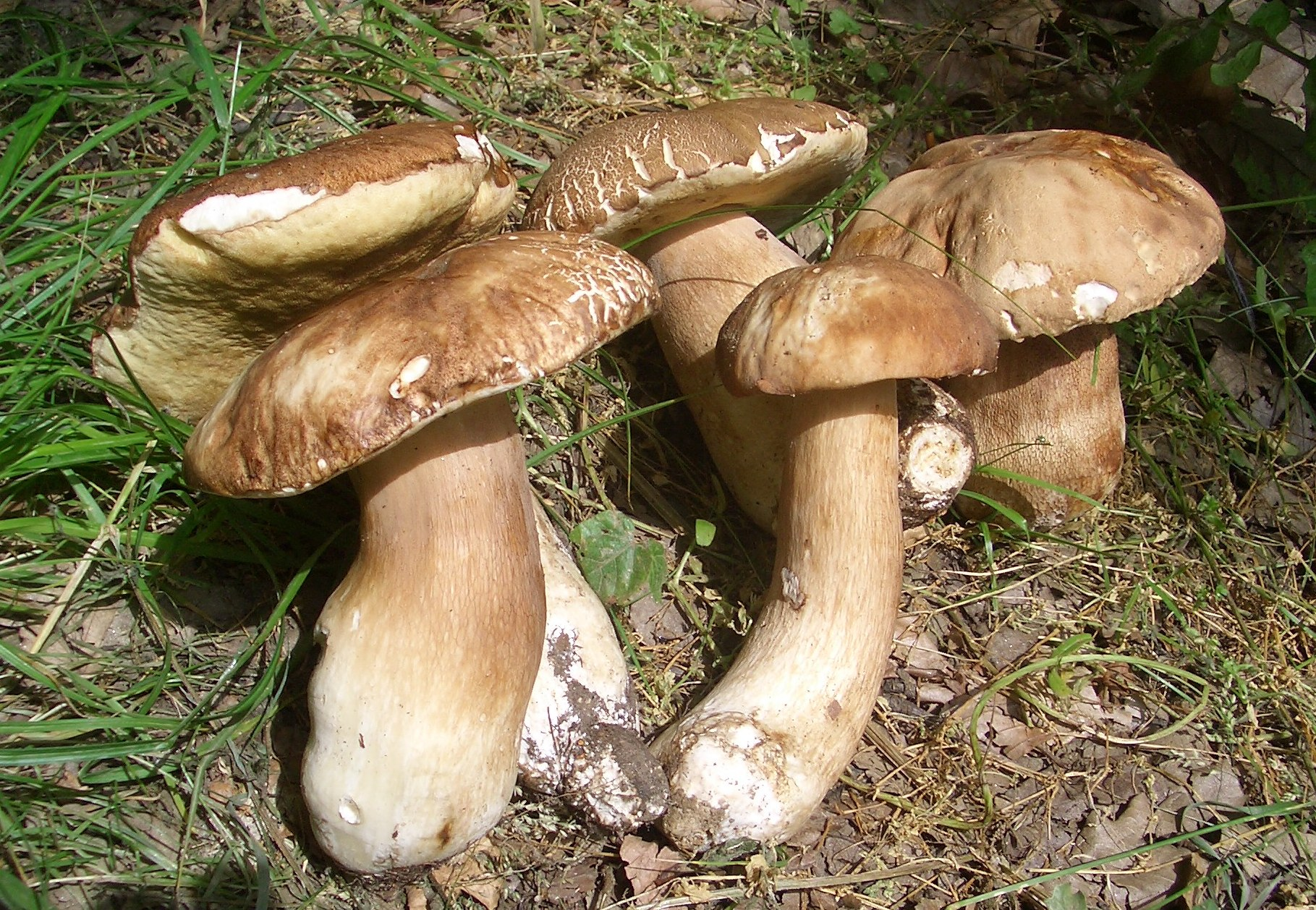

Шляпка вначале полушаровидная, позже сильно выпуклая, диаметром 6—30 см. Кожица светло-коричневая, матовая, бархатистая, сухая, с возрастом может покрываться сетью трещин.
Мякоть плотная и мясистая, белая, не изменяется на срезе, под трубочками может приобретать желтоватый оттенок. Имеет грибной запах и сладковатый или ореховый вкус.
Ножка толстая, мясистая, в верхней части более узкая, коричневатого или буроватого цвета, покрыта крупным сетчатым рисунком из более светлых прожилок.
Трубчатый слой свободный или приросший с выемкой, толщиной 1—3,5 см, вначале белый, затем трубочки становятся зеленовато-жёлтыми, у старых грибов до оливково-коричневых. Поры мелкие, округлые.
Споровый порошок оливково-коричневый, споры 15×5 мкм, веретеновидные.

### Изменчивость
Цвет шляпки бывает от яркого светло-коричневого с оранжевым оттенком до светло-бурого или охристо-серого, у старых грибов кожица часто покрывается глубокими трещинами. Сетка на ножке от белого до буроватого цвета.

## Экологияи распространение
Образует микоризу преимущественно с деревьями семейства буковых (бук, дуб, каштан), также с грабом, в северной части умеренного пояса иногда под берёзами и липами. Предпочитает светлые лиственные леса, опушки, растёт на суховатых щелочных почвах. Часто встречается вместе с дубовиком зернистоногим (Boletus erythropus). 
Распространён в умеренном климате Евразии. Известен в Европе, Северной Африке, Северной Америке. В бывшем СССР известен в Крыму (окрестности Симферополя), в Краснодарском крае, в Закавказье, в Средней полосе России.
Сезон: конец мая — осень, считается самым ранним из всех болетовых грибов.

## Сходные виды
Съедобные:
- Белый гриб (Boletus edulis) имеет более тёмную шляпку и менее выраженную сеточку на ножке.

Несъедобные:
- Жёлчный гриб (Tylopilus felleus) можно спутать с молодыми экземплярами боровика, не имеющими трещин на кожице. Отличается розовеющими с возрастом трубочками и тёмной сеточкой на ножке.